# Història de Montenegro

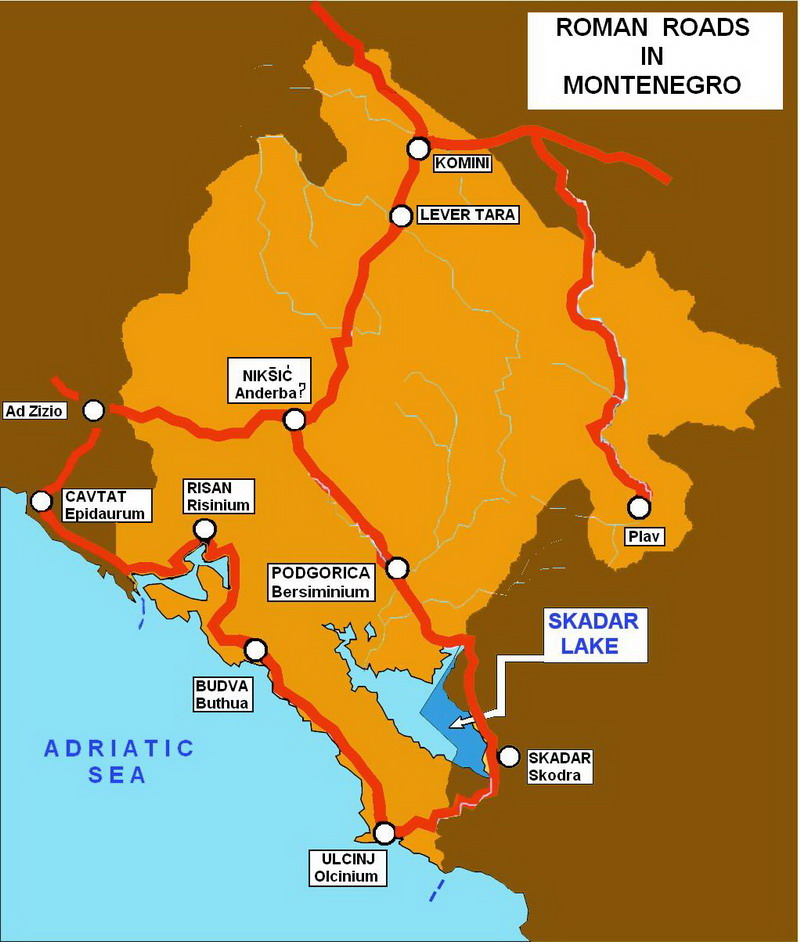
Vies romanes de Montenegro

La història de Montenegro tracta sobre els esdeveniments històrics del territori que actualment és la República de Montenegro, independent des del 2006.

## Edat mitjana
Pertorbada per les invasions bàrbares, Justinià la va annexionar per a l'Imperi Romà d'Orient, i els eslaus poblarien la regió segles més tard. Després, fins al segle x el país es deia Dioclea; de la seva història hi ha poques dades conegudes; va pertànyer a diversos estats (Sèrbia, Bulgària, Venècia i novament l'Imperi Romà d'Orient) encara que els intents d'emancipació van començar al segle xi amb el Principat de Zeta, sota la regència d'Esteve Vojislav (1031-1050), Miquel (1051-1082) i Bodin (1092-1101). Encara que posteriorment s'hi va iniciar un lent període de declivi, caracteritzat per governs eclesiàstics i revoltes dels prínceps hereus contra els legítims governants barallant-se al seu torn contra turcs i venecians, així com per les cruels massacres contra la població montenegrina.
Després de l'any 1000 la República de Venècia va començar a dominar la costa de Montenegro i el seu domini es va traduir en l'Albània veneciana, que va durar des del 1420 fins al 1797 al voltant de Boques de Kotor.

## Teocràcia

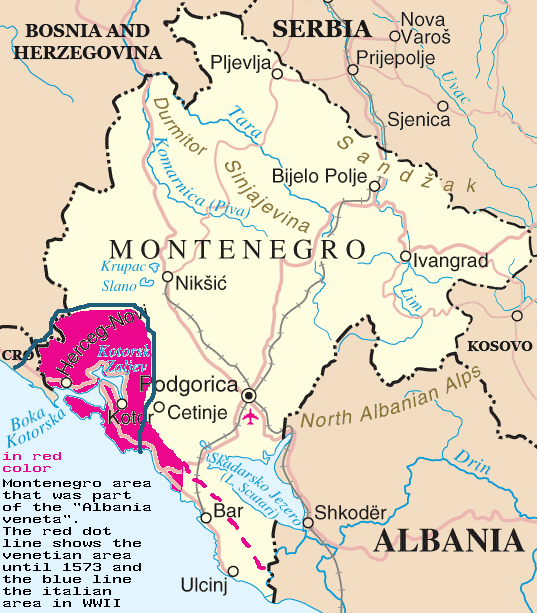
Les àrees "venecianes" de Montenegro

Des del 1516 Montenegro es va regir per una teocràcia mitjançant la tutela de la família Petrovic i va mantenir l'estat sota cautela de proteccions estrangeres per part d'Àustria, encara que li van ser permesos els contactes amb Rússia al segle xviii.
Però també aquest sistema de govern va acabar en un declivi sota l'autoritat d'un rus que es feia passar per Pere III (Sćepan Mali), que va fer una bona administració malgrat la desconfiança estrangera, fins que va morir l'any 1773.

## Cap a l'estat modern
Des de Pere I de Montenegro (1782-1830) començà la formació de l'estat montenegrí modern; hi establí un codi consuetudinari el 1798 i el país, que comprenia territorialment l'àrea muntanyosa al voltant de Cetinje, es va ampliar gràcies a una Guerra russoturca, encara que va fracassar a recuperar les Boques de Kotor. Pere II de Montenegro (1830-1851) va limitar el govern tribal, encara que es va crear un Senat amb integrants de les tribus i es va organitzar una guàrdia moderna que combatria sovint als turcs durant la resta del segle xix i part del xx.
Danil I de Montenegro (1851-1860) va continuar amb la modernització de l'estat, encara que no exempt de l'oposició tribal cada vegada més organitzada, que va culminar amb l'assassinat del monarca regnant, però abans aquest va aconseguir evitar que l'estat s'involucrés en la Guerra de Crimea; es van millorar les relacions amb la França de Napoleó III i va vèncer els turcs en la batalla de Grahavo el 1858.

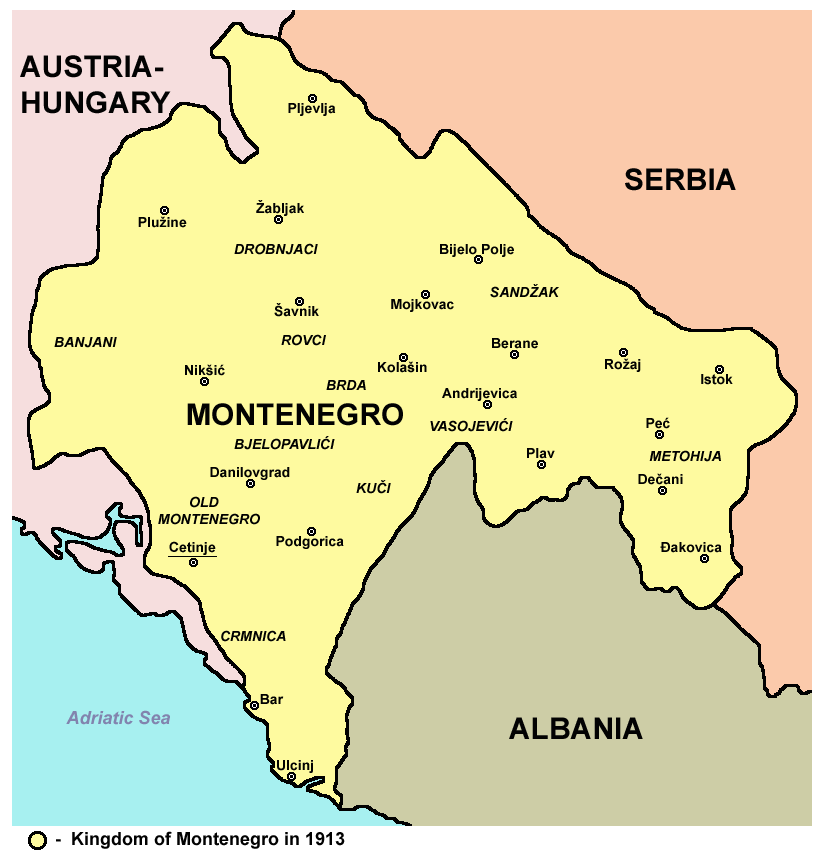
Regne de Montenegro el 1913

Nicolau I de Montenegro (1860-1918), en el seu regnat més llarg, va contribuir a consolidar la independència de l'estat en els tractat de San Stefano i de Berlín. Va mantenir excel·lents relacions amb Sèrbia i Rússia en detriment de l'Imperi Otomà: després va mantenir l'expansió territorial del principat i va casar les seves filles i nets amb sobirans europeus, per això la història l'aclamaria com l'avi d'Europa.

## Segle XX
Abans de la Primera Guerra Mundial, Montenegro es va aliar amb Grècia, Bulgària i Sèrbia contra Turquia per alliberar la resta dels Balcans, que encara estava sota domini dels turcs, i va obtenir Novi Pazar. Va aconseguir la categoria de regne l'any 1910 i encara que es va promulgar la constitució de 1905, el sistema parlamentari no es va establir com havia de ser, tot i que ja sorgiria l'oposició política entre els partits Provoŝi (reialistes partidaris de l'autoritarisme monàrquic) i Klubaŝi (populars), i per la debilitat econòmica l'estat va entrar en decadència.
Ja en la guerra, Sèrbia i Montenegro es van aliar contra l'Imperi Austrohongarès, i això feu que foren envaïts per aquest i va forçar l'exili del rei cap a França. La regència va quedar fins al final del conflicte en mans del príncep hereu.

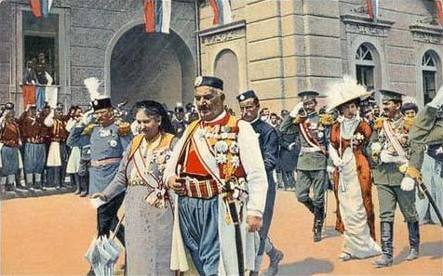
Proclamació del Regne de Montenegro

El 1918 la monarquia finalment va ser abolida i es va procedir amb Sèrbia a establir una unió que culminaria amb la creació de Iugoslàvia, encara que les seves tendències d'autonomia no van ser suprimides i va començar a prosperar-hi el comunisme com a tendència política en difusió.
En la Segona Guerra Mundial fou envaït per la Itàlia feixista. L'abril del 1941 els italians creen un estat titella amb el nom de Regne de Montenegro, tot i les reticències dels feixistes croates i albanesos que volien engrandir els seus territoris a costa de Montenegro. Així i tot, les Boques del Kotor van quedar annexionades a Itàlia amb l'excusa que hi havia una minoria de població italiana dins la Governació de la Dalmàcia.
El 1942 els atacs guerrillers de Josip Broz Tito hi van començar i van continuar de manera sagnant en els anys següents, especialment des que els alemanys van ocupar tot Montenegro al setembre del 1943. Al 6 de gener del 1945, el país va ser alliberat pels partisans comunistes i es va reintegrar a Iugoslàvia com la República Socialista de Montenegro, una república federada socialista, i la seva capital es va traslladar de Cetinje a Podgorica, a la qual es va anomenar Titograt en honor del president Tito.
Per tal de pertànyer a la gran Iugoslàvia el 1991, Montenegro va mantenir la unió amb Sèrbia i es va involucrar en la guerra contra Croàcia i Bòsnia i Hercegovina. El 21 de maig del 2006, en un plebiscit, el 55,5% de la població va donar suport a la independència de Montenegro, que va ser proclamada el 3 de juny del 2006.